# هانز تيلكوفسكي
هانز تيلكوفسكي (بالألمانية: Hans Tilkowski)‏ (مواليد 12 يوليو 1935) هو لاعب كرة قدم. يلعب مع منتخب ألمانيا الغربية لكرة القدم. سبق له أن لعب في كأس العالم لكرة القدم مع منتخب بلاده.

## روابط خارجية
- هانز تيلكوفسكي على موقع الاتحاد الدولي (مؤرشف)  (الإنجليزية)
- هانز تيلكوفسكي على موقع قاعدة بيانات كرة القدم.إي يو (الإنجليزية)
- هانز تيلكوفسكي على موقع بيانات كرة القدم. دي إي (الألمانية)
- هانز تيلكوفسكي على موقع ناشيونال فوتبول تيمز (الإنجليزية)
- هانز تيلكوفسكي على موقع عالم كرة القدم.نت (الإنجليزية)